# Wrightella braueri
Wrightella braueri is een zachte koraalsoort uit de familie Melithaeidae. De koraalsoort komt uit het geslacht Wrightella. Wrightella braueri werd in 1919 voor het eerst wetenschappelijk beschreven door Kükenthal. 